# (196736) Munkácsy
(196736) Munkácsy est un astéroïde de la ceinture principale.

## Description
(196736) Munkacsy est un astéroïde de la ceinture principale. Il fut découvert le 19 septembre 2003 à Piszkesteto par Krisztián Sárneczky et Brigitta Sipőcz. Il présente une orbite caractérisée par un demi-grand axe de 2,76 UA, une excentricité de 0,06 et une inclinaison de 2,6° par rapport à l'écliptique.

## Compléments